# Saint-Quentin-en-Mauges
Saint-Quentin-en-Mauges är en kommun i departementet Maine-et-Loire i regionen Pays de la Loire i nordvästra Frankrike. Kommunen ligger i kantonen Montrevault som tillhör arrondissementet Cholet. År 2018 hade Saint-Quentin-en-Mauges 1 024 invånare.

## Befolkningsutveckling
Antalet invånare i kommunen Saint-Quentin-en-Mauges
| Referens: INSEE |